# Зугмарське сільське поселення
Зугма́рське сільське поселення (рос. Зугмарское сельское поселение) — сільське поселення у складі Петровськ-Забайкальського району Забайкальського краю Росії.
Адміністративний центр та єдиний населений пункт — село Зугмара.

## Населення
Населення сільського поселення становить 239 осіб (2019; 282 у 2010, 267 у 2002).